# Pepi I
Pepi I – władca starożytnego Egiptu z VI dynastii, z okresu Starego Państwa.

## Lata panowania i kontrowersje wokół długości rządów
- 2335–2285 p.n.e. (Kwiatkowski)
- 2295–2250 p.n.e. (Schneider)
- 2289–2255 p.n.e. (Tiradritti, De Luca)

Według Manetona panował 53 lata, Kanon Turyński podaje 20 lat. Współcześni autorzy podają różne okresy: od 20 lat samodzielnych rządów (Goedicke), poprzez 32 lat (Hornung), co najmniej 40 lat (Grimal), 44 lata (Vercouter) do 50 lat (Baud/Dobrev). Faktem jest, że wiele zachowanych zabytków pochodzi z roku po 18 spisie ludności (odbywającym się w Egipcie co 1,5 lub 2 lata) czyli roku pierwszego święta sed (które najczęściej miało miejsce po 30 latach panowania).

## Pochodzenie i rodzina

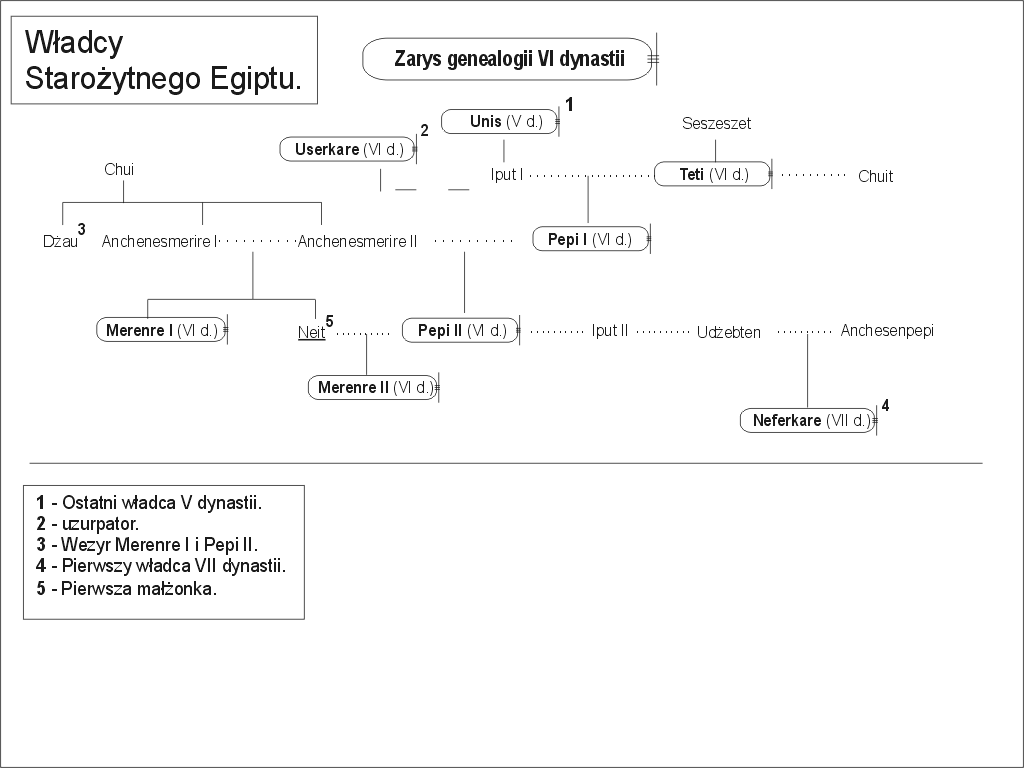
Zarys genealogii VI dynastii

Był synem faraona Tetiego i królowej Iput I, córki faraona Unisa, ostatniego władcy V dynastii. Jego żonami były:
- Nubunet, która stała się inicjatorką spisku haremowego przeciwko swojemu mężowi i o której procesie wspomina autobiografia dworzanina Uni,
- Anchnesmerire I, z którą miał syna Merenre I i córkę Neit, później małżonkę Pepiego II, brata przyrodniego Neit,
- Anchnesmerire II, matka Pepiego II.

Obie królowe Anchnesmerire były córkami górnoegipskiego dostojnika, przypuszczalnie nomarchy z Abydos. Pepi poślubił Anchnesmerire II po śmierci swojej żony i starszej siostry nowej królowej. Niektórzy sądzą, że imiona Chui i Nebet były imionami pierwotnymi sióstr, używanymi przez nie do czasu zamążpójścia i przybrania dworskiego imienia Anchnesmerire  (Schneider). Inni uważają, że Chui było imieniem ojca sióstr, ślub z jego córkami był wyrazem wdzięczności dla dostojnika, który pomógł odzyskać władzę prawowitemu władcy (Kwiatkowski). Mocne powiązania między domem panującym a rodziną arystokraty z Abydos potwierdza również fakt powierzenia godności wezyra jego synowi o imieniu Dżau.

## Dojście do władzy i pierwsze decyzje
Pepi objął władzę w bardzo młodym wieku po Userkare, uzurpatorze i prawdopodobnym przywódcy opozycji i spisku, w wyniku którego zamordowany został prawowity władca, ojciec Pepiego,  Teti (Helck, za Manetonem). Istnieje także hipoteza, że Userkare sprawował rządy w imieniu niepełnoletniego jeszcze władcy wraz z jego matką Iput jako regentką (Grimal). Niemniej jednak w osobie Pepiego I władza powróciła w ręce prawowitego dziedzica tronu po oficjalnym okresie regencji jego matki Iput I, wdowy po Tetim. Zaraz po wstąpieniu na tron przybrał imię Nefersahor (egip. Dobra jest opieka Horusa), które następnie zmienił, nie wiadomo z jakiego powodu, na Merire (egip. Umiłowany przez Re). Według niektórych zmiana ta miała być wyrazem chęci nawrotu do dawnych wartości (Grimal). Jednym z pierwszych jego działań było również ukaranie morderców ojca, imiona i podobizny zdrajców starto ze ścian i wrót ich grobowców.

## Polityka wewnętrzna władcy
Przez cały okres jego panowania dają się zauważyć napięcia wewnętrzne. Wyrazem ich są dwa znane spiski przeciwko Pepiemu, pierwszy – wyżej wspomniany – zainicjowany przez jego pierwszą żonę, i drugi pod przywództwem odsuniętego od łask wezyra Rewera (Kanawati). Również poślubienie dwóch sióstr z Abydos było najprawdopodobniej związane z chęcią zdobycia silniejszego oparcia dla swoich rządów i wyrazem wdzięczności za dotychczasowe poparcie, jak i chęcią mocniejszego związania Górnego Egiptu z domem panującym i zapewnienia wewnętrznej stabilizacji (Helck, Grimal). Znane są imiona wielu wezyrów i wyższych urzędników z okresu rządów Pepiego, co może świadczyć o częstej ich zmianie i (lub) też o znacznej długości rządów Pepiego.
Za jego czasów pogłębił się proces stopniowego wzrostu wpływów lokalnych wielmożów, do czego przyczynił się sam władca,  rozdając liczne zaszczyty, tytuły dworskie i dobra rodzinie swoich żon, nie pochodzących przecież z rodu królewskiego. Miało to na pewno demoralizujący wpływ na wyższych urzędników, a w perspektywie kilkudziesięciu lat przyczyniło się do schyłku Starego Państwa i zapoczątkowania okresu rozbicia jedności kraju, znanego jako Pierwszy Okres Przejściowy.

## Działalność budowlana
Pepi I prowadził również bardzo aktywną i rozległą działalność budowlaną, prowadząc wielkie prace w świątyniach w Denderze, Abydos, Bubastis, Koptos, Tanis, Heliopolis, Armant i Edfu, na Elefantynie i w Hierakonpolis, gdzie znaleziono dwie jego miedziane statuetki, przy czym istnieją wątpliwości, czy przypadkiem druga statuetka nie przedstawia jego syna Merenre I (Tiradritti / De Luca, Grimal). Zachowało się niewiele pozostałości po budowlach o charakterze sakralnym, wzniesionych przez Pepiego.

## Polityka zagraniczna
Panowanie Pepiego I przebiegało pod znakiem ekspansji Egiptu w Nubii oraz rozwoju kontaktów handlowych z Libanem (Byblos) oraz krajami położonymi na somalijskim wybrzeżu Afryki (Punt). Znanych jest 5 wypraw przeciwko Beduinom na Synaju  w celu ochrony tamtejszych kopalni miedzi. 

## Kompleks grobowy
Pepi I pochowany został  w Sakkarze. Jego kompleks grobowy znajduje się w sąsiedztwie kompleksów grobowych innych władców z V i VI dynastii. Kompleks ten, którego nazwa brzmi  Men-nefer-Pepi (egip. Trwały i Piękny-jest-Pepi), da później nazwę nieopodal położonemu miastu („miastu przy piramidzie”), Memfis. Jest to grecka transkrypcja tej nazwy.

## Tytulatura
| G5 |

| G5 |

| U6 | M17 | M17 | N19 |

| U6 | M17 | M17 | N19 |

| U6 | M17 | M17 | N19 |

| U6 | M17 | M17 | N19 |

| G5 |

| G5 |

| U6 | M17 | M17 | N19 |

| U6 | M17 | M17 | N19 |

| U6 | M17 | M17 | N19 |

| U6 | M17 | M17 | N19 |

| G16 |

| G16 |

| mr | i | i | X · t · Z1 |

| mr | i | i | X · t · Z1 |

| mr | i | i | X · t · Z1 |

| mr | i | i | X · t · Z1 |

| G16 |

| G16 |

| mr | i | i | X · t · Z1 |

| mr | i | i | X · t · Z1 |

| mr | i | i | X · t · Z1 |

| mr | i | i | X · t · Z1 |

| M23 · X1 | L2 · X1 |

| M23 · X1 | L2 · X1 |

| ra · mr | i | i |

| ra · mr | i | i |

| ra · mr | i | i |

| ra · mr | i | i |

| M23 · X1 | L2 · X1 |

| M23 · X1 | L2 · X1 |

| ra · mr | i | i |

| ra · mr | i | i |

| ra · mr | i | i |

| ra · mr | i | i |

| G39 | N5 |

| G39 | N5 |

| Q3 · Q3 | M17 | M17 |

| Q3 · Q3 | M17 | M17 |

| Q3 · Q3 | M17 | M17 |

| Q3 · Q3 | M17 | M17 |

| G39 | N5 |

| G39 | N5 |

| Q3 · Q3 | M17 | M17 |

| Q3 · Q3 | M17 | M17 |

| Q3 · Q3 | M17 | M17 |

| Q3 · Q3 | M17 | M17 |